# Umberto Maglioli

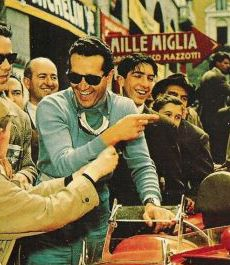
Umberto Maglioli

Umberto Maglioli (Bioglio, Vercelli, 5 juni 1928 - Monza, 7 februari 1999) was een Formule 1-coureur uit Italië. Tussen 1953 en 1957 nam hij deel aan 10 Grands Prix voor de teams Ferrari, Maserati en Porsche en scoorde 2 podia en 3,33 punten. Maglioli won ook de Carrera Panamericana in 1954, en zegenvierde driemaal in de Targa Florio in 1953, 1956 en 1968.